# Каратобинський сільський округ (Жамбильський район)
Карато́бинський сільський округ (каз. Қаратөбе ауылдық округі, рос. Каратобинский сельский округ) — адміністративна одиниця у складі Жамбильського району Жамбильської області Казахстану. Адміністративний центр — село Бектобе.
Населення — 5671 особа (2021; 4103 у 2009, 3035 у 1999, 2661 у 1989).
Станом на 1989 рік існувала Каратобинська сільська рада (села Бектобе, Кизілшарик, Октябр). 1997 року округ був ліквідований та включений до складу Айшабібінського сільський округ, однак 2001 року округ був відновлений.

## Склад
До складу округу входять такі населені пункти:
| Населений пункт  | Старі назви | Населення, осіб (1989) | Населення, осіб (1999) | Населення, осіб (2009) | Населення, осіб (2021) |
| ---------------- | ----------- | ---------------------- | ---------------------- | ---------------------- | ---------------------- |
| Бектобе, село    | -           | 1194                   | 1482                   | 2507                   | 4046                   |
| Байтерек, село   | Октябр      | 499                    | 347                    | 962                    | 571                    |
| Кизилшарик, село | Кизілшарик  | 968                    | 1206                   | 634                    | 1054                   |